# アダプトゲン製薬
アダプトゲン製薬株式会社（アダプトゲンせいやく、英語：ADAPTGEN PHARMACEUTICAL CO.,LTD. ）は、岐阜県多治見市に本社を置く医薬品・健康食品の製造・販売会社である。医薬品や医薬品原料を受託生産するほか、ヒアルロン酸などの健康食品を製造・販売する。

## 沿革
- 1974年 - 前身のフェニックス（個人企業）創業。
- 1985年 - アダプトゲン製薬株式会社設立。
- 1989年 - 岐阜県恵那郡山岡町（現恵那市）に新工場建設。
- 1991年 - 本社を山岡町に移転。
- 2007年 - 本社を多治見市に移転、可児市に新工場竣工。

## 主な製品・事業
健康食品等
- ヒアルロン酸サプリメント（ニューヤングライフ（ヒアルロン酸サプリメント食品）、ヤングライフZ（サプリメントのお酒））
- コエンザイムQ10サプリメント
- ヒアルロン酸配合化粧品
- スッキリ スリムティ

医薬・健康食品原料
- キチンキト粉末
- 霊芝粉末
- イチョウ葉エキス
- 高麗人参エキス
- アガリクスエキス

受託生産
- 医薬・健康食品原料の受託加工
- 医薬品・健康食品・化粧品・医薬部外品の受託生産